# Stadio Maurice David
Lo Stade Maurice David è uno stadio situato a Aix-en-Provence. Lo stadio ospita le partite casalinghe del Provenza.
È stato teatro della finale dell'European Rugby Challenge Cup 2019-2020.